# Galtby

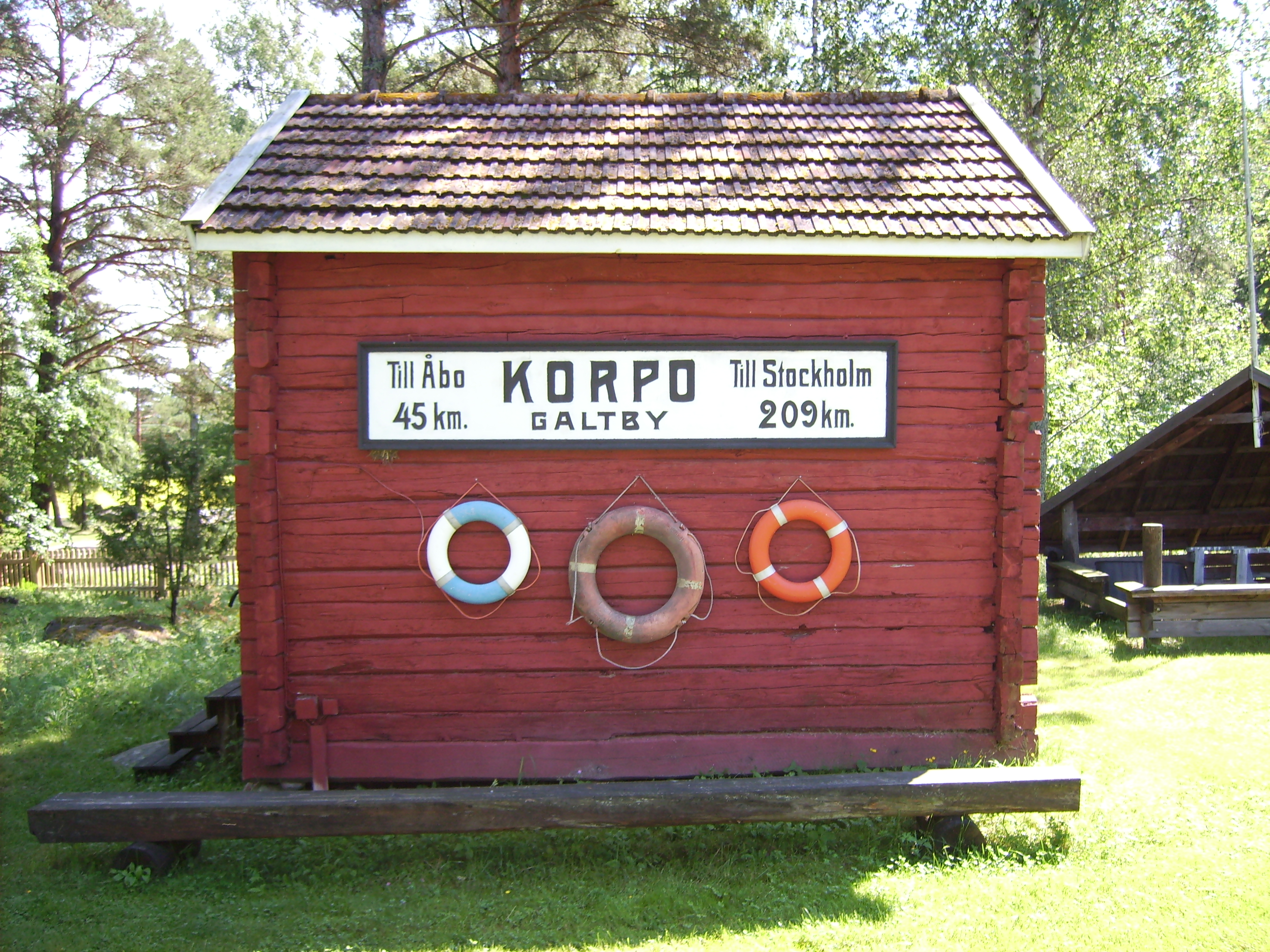
Historisches Hinweisschild von Galtby, heute im Heimatmuseum

Galtby ist ein Dorf in der heute zur Stadt Pargas gehörigen ehemaligen Gemeinde Korpo in Westfinnland.
Es liegt etwa drei Kilometer nördlich des Kirchdorfes Korpo und ist bekannt für seinen Fährhafen. Viking Line begann dort im Jahr 1959 seinen Autofährbetrieb über Åland nach Gräddö in Schweden, zog aber im Jahr 1962 seinen Ausgangshafen auf der finnischen Seite nach Pargas um, näher an das Festland.
Heute bedient die Verkehrsgesellschaft Ålandstrafiken Galtby mit Autofähren nach Kökar, Flam und Långnäs. Von Galtby gibt es auch Fährverbindungen nach Houtskär für Reisende, die die Archipel-Strecke von und nach Turku fahren möchten.
Koordinaten: 60° 10′ 47,8″ N, 21° 35′ 48,4″ O